# Citroën C6
Citroën C6 är en bilmodell av den franska biltillverkaren Citroën. Den tillverkades 2005–2012 och den franske presidenten Jacques Chirac hade den som sin officiella bil. Den finns både med bensin- och dieselmotor, båda med V6-motor (de första årsmodellerna tillverkades också med 4-cylindrig diesel och manuell växellåda). Den har en unik säkerhetsfunktion då motorhuven rör sig något uppåt vid en kollision med en person eller djur, vilket skall underlätta att personen eller djuret glider över bilen och därmed förhoppningsvis inte skadas allvarligt.
C6 är utrustad med gasvätskefjädring, precis som Citroën C5, vilken kan höjas och sänkas efter behov.
Modellen är en utpräglad lyxmodell, som har riklig utrustning och stora innerutrymmen. Den tillverkades bara i en karossvariant, fyradörrars sedan. Försäljningen blev inte så framgångsrik, så modellen lades ner utan att få någon efterföljare.